# Kef Lakhdar
Kef Lakhdar (în arabă الكاف االخضر) este o comună din provincia Médéa, Algeria.
Populația comunei este de 4.403 locuitori (2008).